# Ronnie Lott
Ronald Mandel Lott (* 8. Mai 1959 in Albuquerque, New Mexico, USA) ist ein ehemaliger American-Football-Spieler. Er spielte unter anderem für die San Francisco 49ers in der National Football League (NFL), mit denen er vier Super Bowls gewann.

## Jugend und College
Lott spielte bereits seit seiner Kindheit Football und Basketball. Da sein Vater Soldat war, zogen seine Eltern mit ihm zunächst nach Washington, D.C. und dann nach Rialto, Kalifornien, wo er schließlich auch die High School besuchte. Auf der High School spielte Lott sowohl in der Defense, als auch in der Offense. 1977 wurden die Scouts der University of Southern California, Los Angeles auf ihn aufmerksam. Er erhielt ein Stipendium und spielte im Defensive Backfield bei den USC Trojans. Im Gegensatz zu vielen Footballspielern, die eine Profikarriere anstreben und in Aussicht haben, machte er 1981 einen Abschluss in Staats- und Verfassungsrecht. 1978 wurden die Trojans zum nationalen Collegemeister der USA ernannt (ein Endspiel findet nicht statt), 1979 und 1980 zog er mit seiner Mannschaft jeweils in den Rose Bowl ein. Beide Spiele wurden gewonnen.

## Profikarriere
Lott wurde 1981 in der 1. Runde an achter Stelle im NFL Draft von den San Francisco 49ers ausgewählt. Bei den 49ers kam er vorwiegend als Safety zum Einsatz. In der NFL war er für seine wuchtigen Tackles berühmt und berüchtigt, ihm gelang es immer wieder wesentlich schwerere Spieler von den Beinen zu holen. Seine Athletik, sein Spielverständnis, die überragende Übersicht machten ihn zu einem Ausnahmespieler. Oftmals wird er als das Abwehrpendant von Joe Montana bezeichnet, dem grandiosen Quarterback der 49ers. Lott war nicht nur hart gegen seine Gegner, sondern auch gegen sich selbst. 1985 zertrümmerte er sich bei einem Spiel gegen die Dallas Cowboys den kleinen Finger, was normalerweise eine längere Verletzungspause mit sich gebracht hätte.
Anstatt die Verletzung nach der Saison operativ behandeln zu lassen, ließ er sich einen Teil des Fingers amputieren, da er befürchtete für die neue Saison zu spät zur Verfügung zu stehen.
Lott gewann mit den 49ers insgesamt viermal den Super Bowl – Super Bowl XVI gegen die Cincinnati Bengals mit 26:21, Super Bowl XIX gegen die Miami Dolphins mit 38:16, Super Bowl XXIII erneut gegen die Bengals mit 20:16 und Super Bowl XXIV gegen die Denver Broncos mit 55:10.
Obwohl er 1991 zum zweiten Mal die meisten Interceptions aller Verteidiger der Liga erzielte (acht Stück), erhielt er zu seiner Enttäuschung von den 49ers keinen neuen Vertrag mehr und unterschrieb daraufhin bei den Los Angeles Raiders. 1985 war ihm das Kunststück die meisten Interceptions in einer Saison zu erzielen schon einmal gelungen, er fing in diesem Jahr zehn Pässe ab. 1993 verließ er die Raiders in Richtung New York und spielte bis 1994 bei den dort ansässigen New York Jets. Danach beendete er seine Laufbahn. Die Absicht 1995 für die Kansas City Chiefs anzutreten, setzte er nicht mehr in die Realität um.
In 192 Spielen während der Regular Season gelangen Lott insgesamt 63 Interceptions, aus denen er fünf Touchdowns erzielen konnte. Im letzten seiner vier Super Bowl Siege fing er einen Pass ab und trug diesen 53 Yards in Richtung der gegnerischen Endzone. Die Offense erledigte dann den Rest und machte aus der Abwehrleistung ihres Starverteidigers einen Touchdown.

## Ehrungen
Lott spielte während seiner 14 Jahre andauernden Profikarriere in zehn Pro Bowls, dem Auswahlspiel der besten Spieler einer Saison. Er ist Mitglied des National Football League 75th Anniversary All-Time Team, des National Football League 1980s All-Decade Team und des National Football League 1990s All-Decade Team. Ferner gehört er der College Football Hall of Fame und der Pro Football Hall of Fame an. 1999 wurde er durch die amerikanische Presse in die Liste der 100 besten Footballspieler aller Zeiten aufgenommen. Seine Rückennummer 42 wird durch die 49ers nicht mehr vergeben. Die nach ihm benannte "Lott IMPACT Trophy" ehrt jährlich den charakterlich und sportlich besten Defensespieler im College Football.

## Nach der Karriere
Lott ist verheiratet. Sein Sohn Ryan Nece spielte Linebacker bei den Tampa Bay Buccaneers. Zeitweise arbeitete er als Fernsehmoderator. Lott hält heute Vorträge über die Möglichkeit die Wirtschaft und den Profisport miteinander zu verknüpfen. Lott hat mit Marcus Allen und Emmitt Smith eine eigene Stiftung gegründet, die die sportliche Erziehung und die athletische Entwicklung von Kindern fördert.

## Sonstiges
Lott wirkte als Hintergrundsänger auf dem Album Small World von Huey Lewis & the News mit.
Im Januar 2014 wurde Lott von seiner Alma Mater, der University of Southern California, mit dem Young Alumni Merit Award geehrt.